# Four Ashes (Brewood and Coven)
Four Ashes – wieś w Anglii, w hrabstwie Staffordshire, w dystrykcie South Staffordshire. Leży 15 km na południe od miasta Stafford i 189 km na północny zachód od Londynu.